# Matsubara
Matsubara (jap. 松原市 Matsubara-shi) – miasto w Japonii, na wyspie Honsiu, w prefekturze Osaka.

## Położenie
Miasto leży w centrum prefektury i graniczy z:
- Osaką
- Habikino
- Fujiidera
- Yao
- Sakai

## Historia
Miasto otrzymało prawa miejskie 1 stycznia 1955 roku.